# Waverly (Missouri)
Waverly és una població dels Estats Units a l'estat de Missouri. Segons el cens del 2000 tenia 806 habitants.

## Demografia
Segons el cens del 2000, Waverly tenia 806 habitants, 314 habitatges, i 204 famílies. La densitat de població era de 311,2 habitants per km².
Dels 314 habitatges en un 26,8% hi vivien nens de menys de 18 anys, en un 55,1% hi vivien parelles casades, en un 7,3% dones solteres, i en un 35% no eren unitats familiars. En el 31,8% dels habitatges hi vivien persones soles el 16,9% de les quals corresponia a persones de 65 anys o més que vivien soles. El nombre mitjà de persones vivint en cada habitatge era de 2,33 i el nombre mitjà de persones que vivien en cada família era de 2,93.
Per edats la població es repartia de la següent manera: un 26,6% tenia menys de 18 anys, un 6,1% entre 18 i 24, un 22,8% entre 25 i 44, un 24,2% de 45 a 60 i un 20,3% 65 anys o més.
L'edat mediana era de 41 anys. Per cada 100 dones de 18 o més anys hi havia 86,8 homes.
La renda mediana per habitatge era de 36.806 $ i la renda mediana per família de 43.654 $. Els homes tenien una renda mediana de 30.729 $ mentre que les dones 22.813 $. La renda per capita de la població era de 17.066 $. Entorn del 7,1% de les famílies i el 10,4% de la població estaven per davall del llindar de pobresa.

## Poblacions properes
El següent diagrama mostra les poblacions més properes.